# 1871年至1872年英格蘭足總盃
1871-72球季英格蘭足總盃（英語：1871-72 FA Cup），是第一屆英格蘭足總盃，今屆賽事的冠軍是流浪隊，他們在決賽以1:0擊敗皇家工程師，奪得冠軍。本屆賽事於1872年3月16日在橢圓體育場舉行。
流浪隊奪得首屆足總盃冠軍，這場決賽亦是決出足球歷史上第一個頂級比賽的冠軍。

## 外部連結
- 英格蘭足總盃官網Archive-It的存檔，存档日期2012-04-24
- 英格蘭足總盃 歷屆冠軍（页面存档备份，存于）